# Mala uva (película de 2004)
Mala uva es una película española de comedia de acción estrenada el 10 de septiembre de 2004, escrita y dirigida por Javier Domingo Sánchez y protagonizada por Sancho Gracia. Ambientada y rodada en los viñedos de La Rioja, sigue a un exsicario que debe retomar las armas para defender su bodega y a su familia.

## Argumento
César (Sancho Gracia), viudo y viticultor, vive retirado con su hija menor, Luz. Cuando una banda intenta apropiarse de sus tierras, se ve obligado a retomar su antiguo oficio de asesino profesional para proteger su cosecha y a su familia.

## Reparto
- Sancho Gracia como César.[3]
- Violeta Llueca como Anabel, enóloga del consejo regulador.[3]
- Ágata Lys como Puri, capataz de la finca.[3]
- Terele Pávez como Reyes, matriarca rival.[3]
- Montserrat Carulla como Matilde, vecina y confidente.[3]
- Asunción Balaguer como Paulina.[3]
- Enrique Martínez como Cándido.[3]
- Mercè Llorens como Luz.[3]

## Producción
El rodaje tuvo lugar en enclaves de La Rioja y Navarra durante el verano de 2003. El guion fue desarrollado por Javier Domingo y Sancho Gracia con la colaboración puntual de Violeta Llueca Fonollosa, dramaturga catalana vinculada al proyecto desde la fase de escritura.  
La banda sonora es obra de Víctor Reyes. Un estudio académico sobre su carrera cita expresamente la música compuesta para Mala uva.

## Banda sonora
Reyes combina guitarras españolas y arreglos de jazz para reflejar el contraste entre la vida rural y el pasado violento del protagonista; el tema principal, «Vendimia sangrienta», se publicó como sencillo digital en 2005.

## Estreno y recepción
La película se estrenó en España el 10 de septiembre de 2004.  
La crítica destacó la interpretación de Sancho Gracia y la fotografía de Albert Pascual, aunque señaló un guion “convencional”.  En portales de cine mantiene una valoración media de **6,4/10** en IMDb y de **50 %** en Rotten Tomatoes.